# Tanyproctus dechambrei
Tanyproctus dechambrei är en skalbaggsart som beskrevs av Marc Lacroix 1996. Tanyproctus dechambrei ingår i släktet Tanyproctus och familjen Melolonthidae. Inga underarter finns listade i Catalogue of Life.